# باشگاه فوتبال دالیان شیده
باشگاه فوتبال دالیان هایچانگ (به چینی: 大连海昌) در دالیان، استان لیائونینگ در شمال شرقی چین که به تیم فوتبال بین‌المللی شیده (به چینی: 大连实德) نیز معروف بود و در گذشته به نام دالیان واندا (به چینی: 大连万达) شناخته می‌شد، یک تیم فوتبال حرفه‌ای که در سوپر لیگ فوتبال چین بازی می‌کرد و ورزشگاه خانگی آن جین‌ژو با ظرفیت ۳۰٬۷۷۶ نفر بود و درسال۲۰۱۲ رسما منحل شد.
این باشگاه به عنوان یک تیم بازیکن‌ساز شهرت داشت و بازیکنان بزرگی همچون هائو هایدونگ، سان جیهای و دونگ فانگژو در این تیم رشد یافته‌اند.این باشگاه در گذشته دارای یک تیم فوتبال زنان هم بود.

## سابقه
دالیان در سال ۱۹۸۳ تأسیس شده و با ۷ بار قهرمانی در دسته اول فوتبال چین و ۱بار قهرمانی در دومین دوره سوپر لیگ چین در سال ۲۰۰۵ و درمجموع با۸قهرمانی به همراه تیم گوانگژو به طورمشترک پرافتخارترین باشگاه در فوتبال چین است همچنین باشگاه دالیان سابقه ۲ قهرمانی و۳ نایب قهرمانی درجام حذفی چین و ۳ قهرمانی و۳نایب قهرمانی سوپرجام چین را دارد.
در مسابقات آسیایی نیز این تیم یک‌بار به فینال جام در جام آسیا در سال ۲۰۰۱ و یک‌بار به فینال جام باشگاه‌های آسیا در سال ۱۹۹۸ راه یافته‌است.ودرهر دوفینال اسیایی خود به مقام نایب قهرمانی رسیده است.

## بازیکنان برجسته
- دونگ فانگژو
- زوران یانکوویچ
- رضا شاهرودی
- واسلاو نمچک
- آرمین سیلجاک
- هائو هایدونگ
- سان جیهای
- لی مینگ
- ژانگ انهوا
- وانگ تائو
- هانگ ونهای
- چی شانگبین

## عملکرد در مسابقات AFC
- لیگ قهرمانان آسیا

۱۹۹۷-۹۸: نایب قهرمان
- جام برندگان جام آسیا

۰۱–۲۰۰۰: نایب قهرمان